# 水碓斗母宮

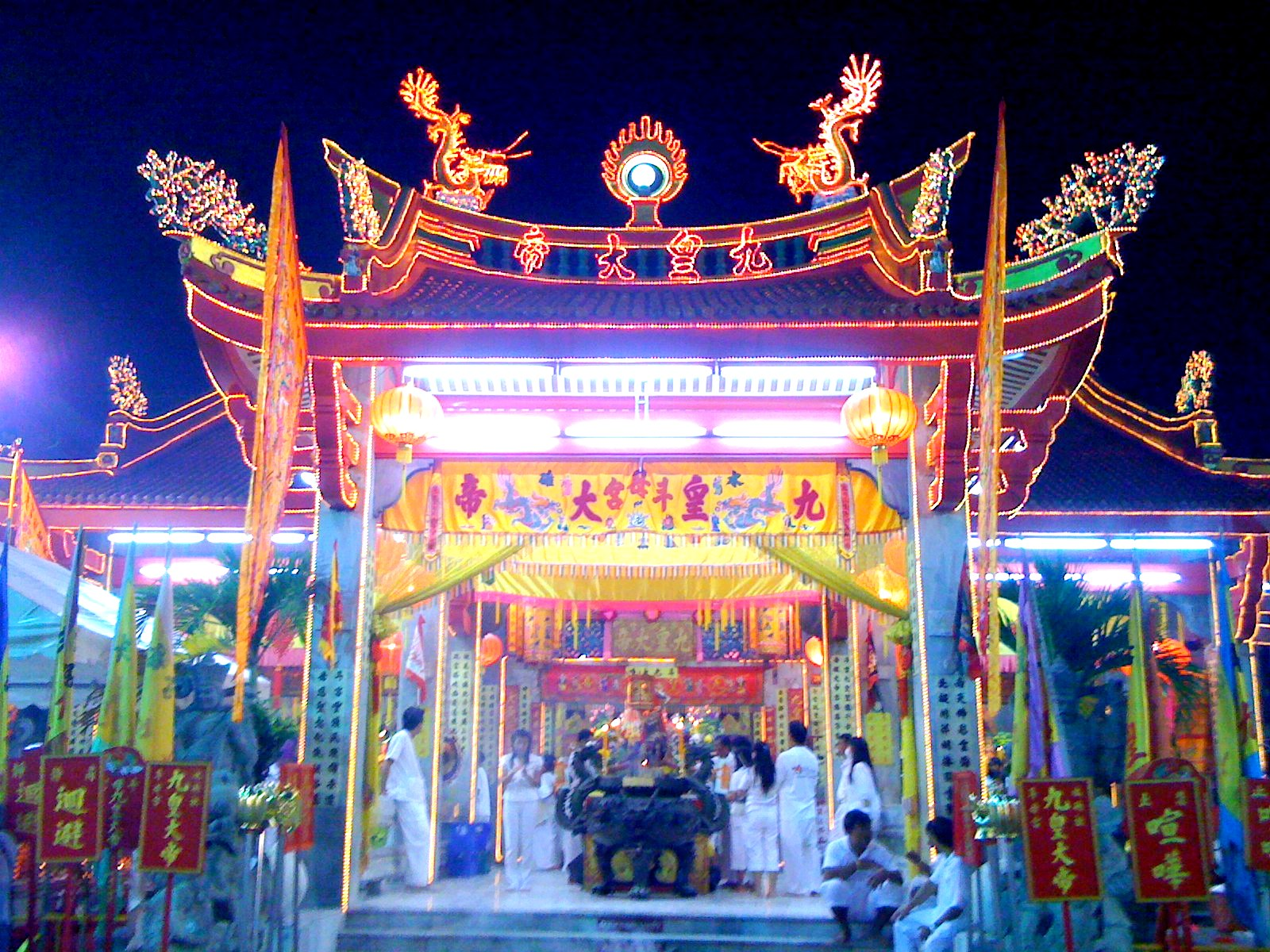
水碓斗母宮 ศาลเจ้าจุ้ยตุ่ย

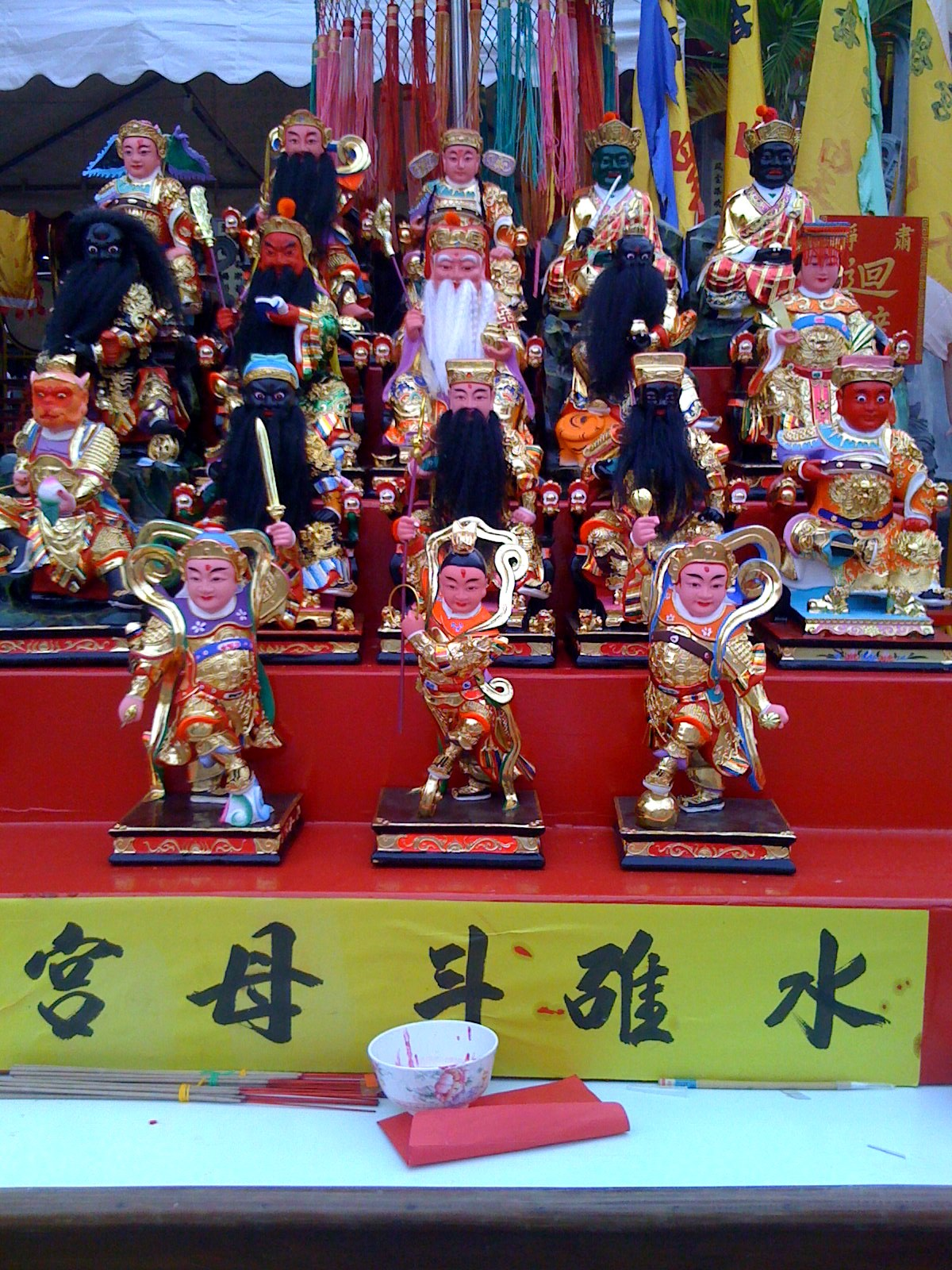
水碓斗母宮供奉的雕像

水碓斗母宮（泰語：ศาลเจ้าจุ้ยตุ่ย或จุ้ยตุ่ยเต้าโบ้เก้ง），全名平陽山水碓斗母宮，位於泰國南部普吉府普吉市的拉儂路（ถนนระนอง Ranong Road）。地名來自閩南語「水碓」，指利用河水力量流過水車，轉動輪軸，再撥動碓桿上下舂米的機器，過去此地區種植水稻。如今為普吉府五大斗母宮其中之一，常年農曆九月初一至初九舉辦九皇爺誕。